# Bérgamo

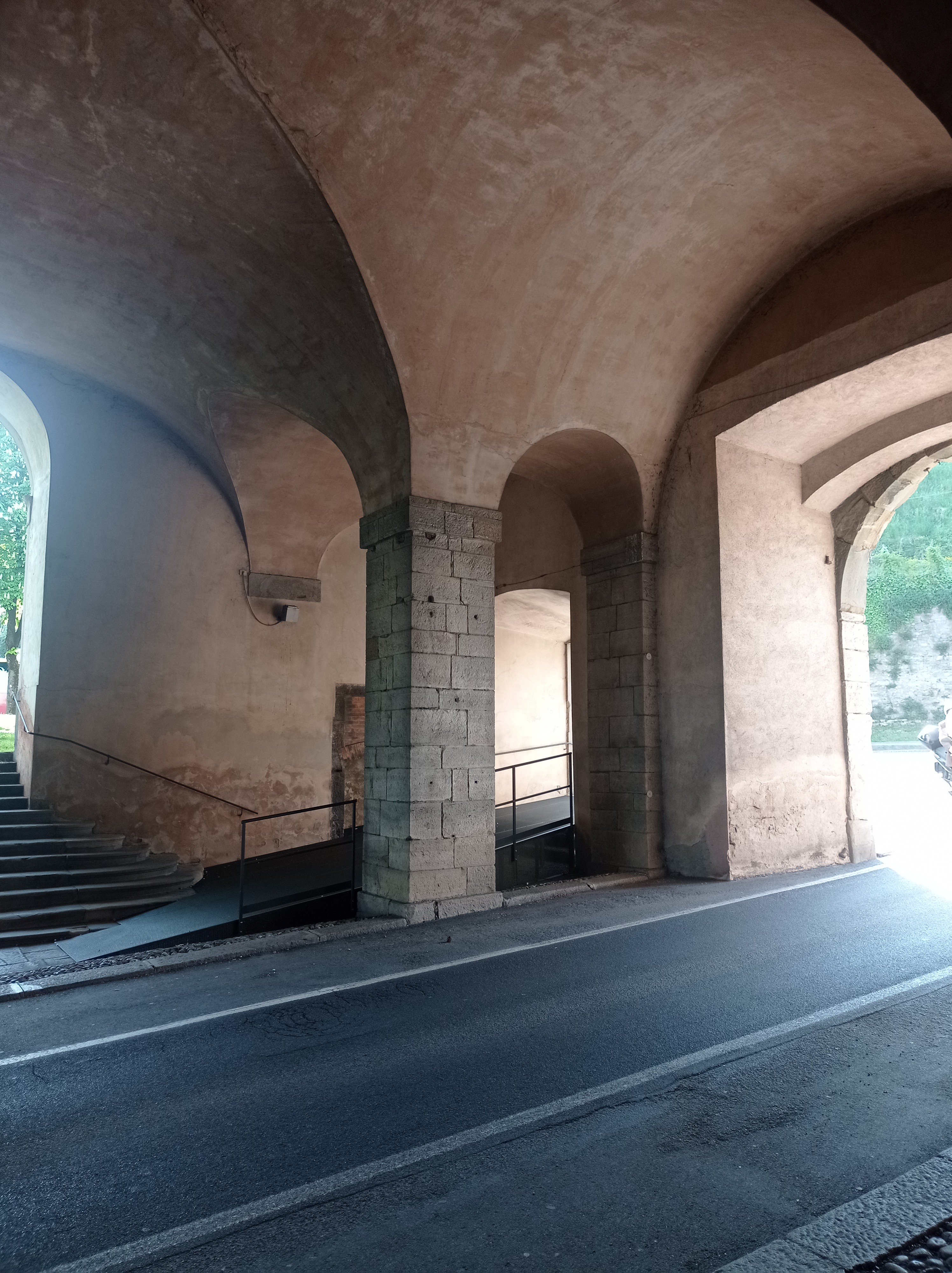
La Porta Sant'Agostino (Puerta de San Agustín) es una de las antiguas puertas de acceso a la Ciudad Alta (el casco histórico amurallado) de la localidad de Bérga, en el norte de Italia.

Bérgamo (en italiano: Bergamo) es una ciudad del norte de Italia, capital de la provincia homónima, en la región de Lombardía. Cuenta con 122 161 habitantes (2019). Las estribaciones de los Alpes comienzan al norte de la ciudad.
Bérgamo está dividida en dos partes diferenciadas: la ciudad alta (Città Alta) y la ciudad baja (Città Bassa). La primera, como su propio nombre indica, está en la zona más elevada y tiene el centro histórico rodeado por la muralla veneciana. Por su parte, la parte baja de la ciudad, pese a que también es de origen antiguo y conserva sus barrios históricos, es la parte más moderna, donde se han construido las nuevas zonas de residencia.
Bérgamo es también denominada como la "Ciudad de los Mil (Città dei Mille)" por el número de voluntarios bergamascos que tomaron parte en la Expedición de los Mil, encabezada por Giuseppe Garibaldi contra el ejército de los Borbones en el Reino de las Dos Sicilias durante el Risorgimiento desde el 5 de mayo al 26 de octubre de 1860.

## Historia
Bérgamo ocupa el lugar de la antigua ciudad de Bergomum, un municipio romano destruido por Atila en el siglo V. Entre 1264 y 1428 la ciudad fue controlada por Milán, pero pasó al control veneciano hasta 1797; los venecianos fortificaron la parte alta de la ciudad. Después de la ocupación napoleónica fue ciudad austriaca hasta 1859.
En 1156, Federico Barbarroja concede a la ciudad el derecho de acuñar moneda, pero el 11 de marzo de ese mismo año estalla, por motivos de dominio territorial, la primera guerra contra Brescia. Para Bérgamo la situación fue catastrófica y solo después de diez días firman un tratado de paz, gracias a la intervención del emperador.

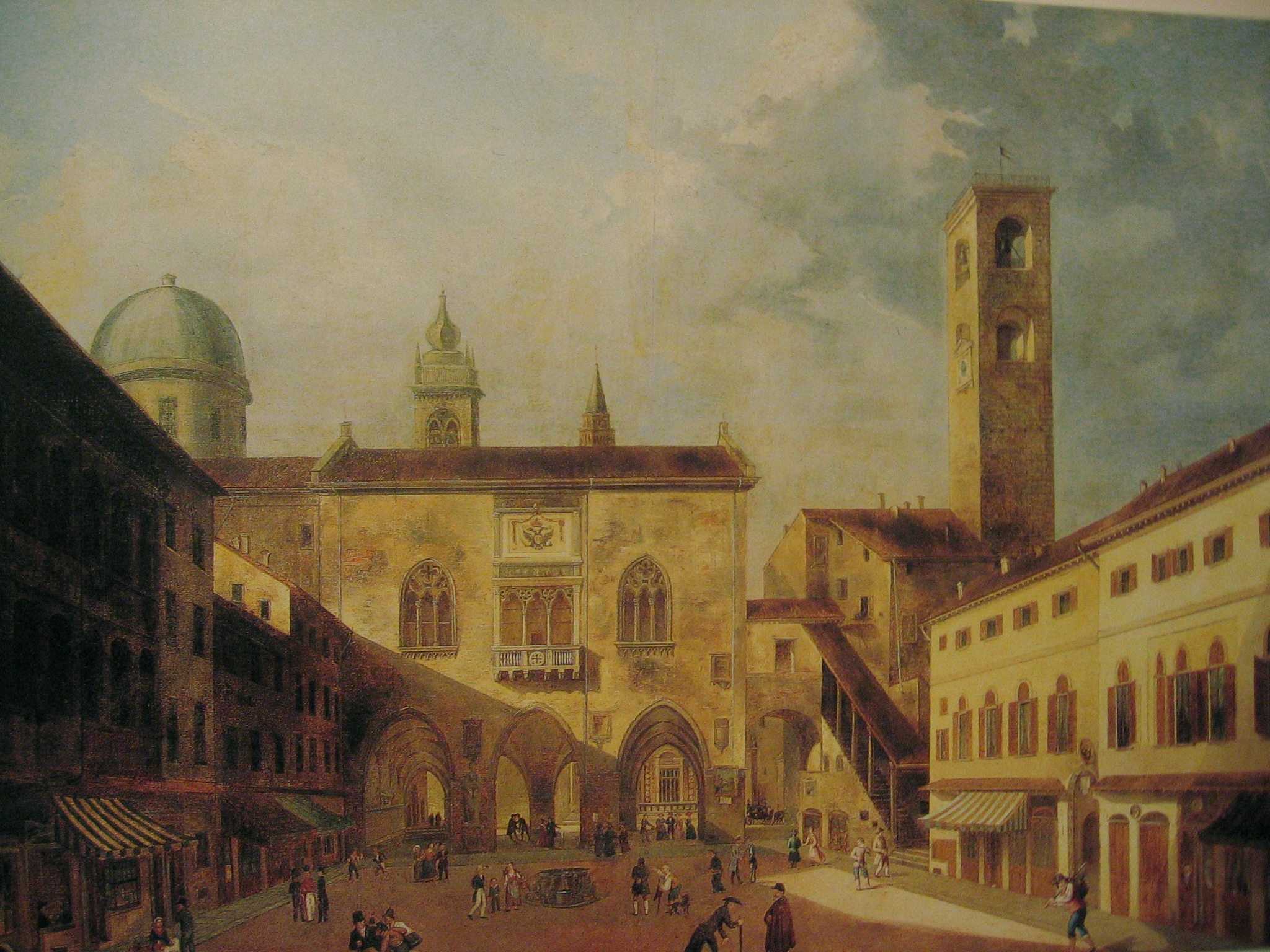
La Piazza Vecchia y el palacio della Ragione en la ciudad alta.

El 7 de abril de 1167, en el monasterio de Pontida, se funda la Liga Lombarda, la cual derrota en Legnano al ejército imperial. El 7 de julio de 1191 la ciudad de Bérgamo es derrotada por Brescia; los bergamascos se ven obligados a retirarse del campo de batalla, donde perdieron la vida más de tres mil soldados.
En el marco de la era comunal, el 14 de febrero de 1230 los habitantes de Bérgamo, extenuados de tantas matanzas, decidieron celebrar el nacimiento de la Sociedad del pueblo, creando un estatuto y reclutando aproximadamente doscientos hombres con el fin de proveer de seguridad y de igualdad a los ciudadanos.

### Señoría y República de Venecia
La ciudad fue conquistada por los Malatesta en 1407. En 1428 la República de Venecia toma el control de la ciudad fortaleciéndola mediante la construcción de las murallas (Muraine) para proteger a los burgueses que se habían establecido fuera de los muros medievales.
A principios de siglo XVI la ciudad fue atacada dos veces por los franceses y siete por los españoles, alternándose con las reconquistas venecianas. En 1561 se da inicio a la construcción de las murallas en ciudad alta (Bérgamo Alta).

### De Napoleón a la unificación italiana
En 1796 las tropas francesas entran a la ciudad poniendo fin al dominio veneciano y fundan la República Bergamasca, la cual concluye con el Tratado de Campoformio y su inclusión en el Reino de Napoleón en Italia (1805). 
El Congreso de Viena (1815), convierte a Bérgamo en una colonia austriaca. El 8 de junio de 1859 Giuseppe Garibaldi entra en la ciudad, poniendo fin al dominio austriaco. La puerta San Lorenzo, por la cual pasó, fue renombrada a Puerta Garibaldi. El año siguiente, 174 bergamascos parten con Garibaldi en la Spedizione dei Mille (Expedición de los Mil, aproximadamente 1089), dando pruebas de coraje, como atestiguó Garibaldi el 10 de febrero del 1864 enviando una carta al alcalde Camozzi.

### SigloXX
En los años de la Primera Guerra Mundial fueron muchos los bergamascos que se alistaron a las tropas alpinas. En 1958 el cardenal Angelo Giuseppe Roncali, nacido en Sotto il Monte, fue elegido como papa Juan XXIII. La apertura del aeropuerto de Orio al Serio (1972) y el primer trasplante de corazón (1985).

### SigloXXI
A finales de febrero de 2020 se dio un brote de coronavirus en gran parte de Lombardía y el norte de Italia en la que se enfermaron miles de personas y murieron cientos, siendo Bérgamo una de las ciudades más afectadas y resultando así con la aplicación de medidas como la cuarentena obligatoria.

## Geografía
Bérgamo se encuentra en un territorio a pie de la montaña, donde la alta llanura deja espacio a las últimas colinas de los Prealpes Bergamascos, a mitad de camino entre los ríos Brembo y Serio. El núcleo antiguo de la ciudad se fundó sobre las colinas.

### Hidrografía
El principal curso de agua de la ciudad es el torrente Morla, que a lo largo de la ciudad discurre durante largos tramos a lo largo de las calles. Entre sus afluentes se encuentra el Tremana, canalizado casi en su totalidad, que nace de la colina Maresana y lleva agua ocasionalmente después de abundantes lluvias.
Además, la localidad tiene un sistema de canales que llevan agua del río Serio para uso agrícola (riego) y, durante el pasado, para mover molinos e hiladoras. Los principales son el Roggia Serio Grande y el Morlana, pero también es digno de mención el Guidana y los canales derivados de los principales.

### Orografía
El Canto Alto es monte de los Prealpes Bergamascos más cercano a la ciudad. Se encuentra en el territorio de Sorisole y sirvió como refugio para la población civil durante las dos guerras mundiales.
La ciudad alta está construida sobre unas colinas, una estribación de los Alpes Oróbicos antes de la llanura.
Bérgamo está incluida en la zona 3 de la clasificación sísmica (actividad baja).

## Clima

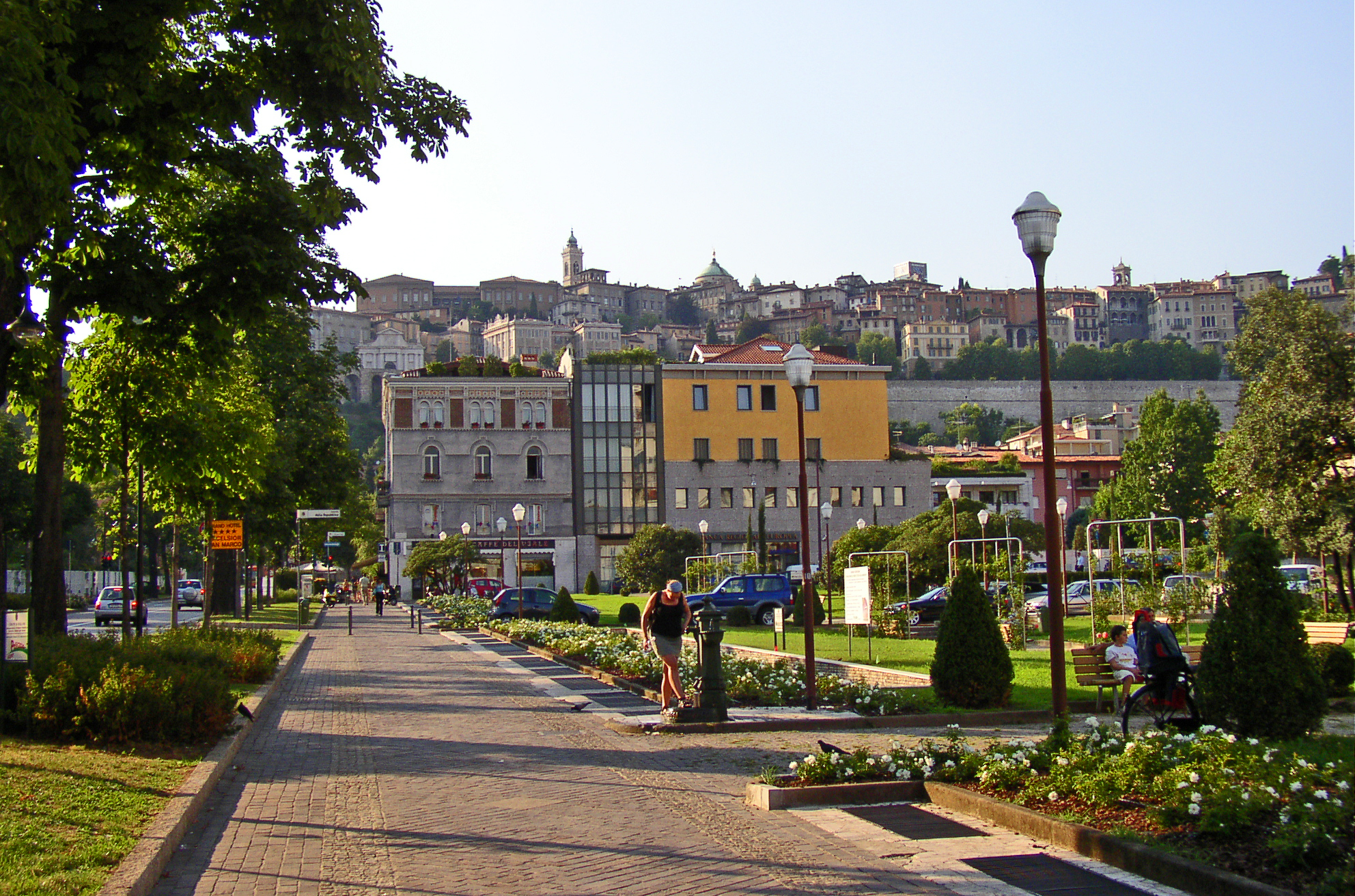
Viale Vittorio Emanuel II en un día soleado

Bérgamo, según la clasificación climática de Köppen, goza de un clima típicamente templado de latitudes medias (Cfa) lluvioso o generalmente húmedo en todas las estaciones y con veranos muy calientes. La cercanía de los montes permite sin embargo evitar la niebla invernal persistente y el calor sofocante veraniego que caracterizan a la vecina ciudad de Milán.
Las lluvias se concentran entre marzo y mayo, con un ligero descenso en los meses de verano y un aumento durante octubre y noviembre. Las condiciones invernales se dan, generalmente, entre noviembre y marzo y se caracterizan por una baja pluviosidad respecto a la media italiana. No obstante, las precipitaciones medias, distribuidas en 97 días al año de media, son superiores a 1155 milímetros y presentan un pico en verano y otoño, y el mínimo relativo en invierno.
Según la media calculada según los datos de referencia entre 1971 y 2000, la temperatura media de enero, el mes más frío, es de 2,7 °C y la de julio, el más cálido, de 22,8 °C.
| Parámetros climáticos promedio de Bérgamo (normales 1971–2000, extremos 1946–presente) | Parámetros climáticos promedio de Bérgamo (normales 1971–2000, extremos 1946–presente) | Parámetros climáticos promedio de Bérgamo (normales 1971–2000, extremos 1946–presente) | Parámetros climáticos promedio de Bérgamo (normales 1971–2000, extremos 1946–presente) | Parámetros climáticos promedio de Bérgamo (normales 1971–2000, extremos 1946–presente) | Parámetros climáticos promedio de Bérgamo (normales 1971–2000, extremos 1946–presente) | Parámetros climáticos promedio de Bérgamo (normales 1971–2000, extremos 1946–presente) | Parámetros climáticos promedio de Bérgamo (normales 1971–2000, extremos 1946–presente) | Parámetros climáticos promedio de Bérgamo (normales 1971–2000, extremos 1946–presente) | Parámetros climáticos promedio de Bérgamo (normales 1971–2000, extremos 1946–presente) | Parámetros climáticos promedio de Bérgamo (normales 1971–2000, extremos 1946–presente) | Parámetros climáticos promedio de Bérgamo (normales 1971–2000, extremos 1946–presente) | Parámetros climáticos promedio de Bérgamo (normales 1971–2000, extremos 1946–presente) | Parámetros climáticos promedio de Bérgamo (normales 1971–2000, extremos 1946–presente) |
| Mes                                                                                    | Ene.                                                                                   | Feb.                                                                                   | Mar.                                                                                   | Abr.                                                                                   | May.                                                                                   | Jun.                                                                                   | Jul.                                                                                   | Ago.                                                                                   | Sep.                                                                                   | Oct.                                                                                   | Nov.                                                                                   | Dic.                                                                                   | Anual                                                                                  |
| -------------------------------------------------------------------------------------- | -------------------------------------------------------------------------------------- | -------------------------------------------------------------------------------------- | -------------------------------------------------------------------------------------- | -------------------------------------------------------------------------------------- | -------------------------------------------------------------------------------------- | -------------------------------------------------------------------------------------- | -------------------------------------------------------------------------------------- | -------------------------------------------------------------------------------------- | -------------------------------------------------------------------------------------- | -------------------------------------------------------------------------------------- | -------------------------------------------------------------------------------------- | -------------------------------------------------------------------------------------- | -------------------------------------------------------------------------------------- |
| Temp. máx. abs. (°C)                                                                   | 21.9                                                                                   | 22.7                                                                                   | 27.1                                                                                   | 31.9                                                                                   | 35.5                                                                                   | 36.3                                                                                   | 39.0                                                                                   | 37.9                                                                                   | 32.4                                                                                   | 31.5                                                                                   | 23.0                                                                                   | 19.0                                                                                   | 39.0                                                                                   |
| Temp. máx. media (°C)                                                                  | 6.6                                                                                    | 8.6                                                                                    | 13.0                                                                                   | 16.4                                                                                   | 21.4                                                                                   | 25.3                                                                                   | 28.3                                                                                   | 27.8                                                                                   | 23.4                                                                                   | 17.6                                                                                   | 11.1                                                                                   | 7.2                                                                                    | 17.2                                                                                   |
| Temp. media (°C)                                                                       | 2.7                                                                                    | 4.4                                                                                    | 8.2                                                                                    | 11.4                                                                                   | 16.2                                                                                   | 19.9                                                                                   | 22.8                                                                                   | 22.6                                                                                   | 18.6                                                                                   | 13.3                                                                                   | 7.3                                                                                    | 3.4                                                                                    | 12.6                                                                                   |
| Temp. mín. media (°C)                                                                  | -1.1                                                                                   | 0.1                                                                                    | 3.3                                                                                    | 6.3                                                                                    | 11.0                                                                                   | 14.5                                                                                   | 17.3                                                                                   | 17.3                                                                                   | 13.8                                                                                   | 9.0                                                                                    | 3.4                                                                                    | -0.3                                                                                   | 7.9                                                                                    |
| Temp. mín. abs. (°C)                                                                   | -15.0                                                                                  | -20.1                                                                                  | -7.7                                                                                   | -3.6                                                                                   | 1.7                                                                                    | 4.2                                                                                    | 8.9                                                                                    | 8.4                                                                                    | 5.1                                                                                    | -1.7                                                                                   | -7.0                                                                                   | -12.4                                                                                  | -20.1                                                                                  |
| Precipitación total (mm)                                                               | 66.1                                                                                   | 54.0                                                                                   | 71.5                                                                                   | 87.4                                                                                   | 122.5                                                                                  | 121.2                                                                                  | 91.9                                                                                   | 100.3                                                                                  | 114.3                                                                                  | 121.5                                                                                  | 87.5                                                                                   | 64.4                                                                                   | 1102.6                                                                                 |
| Días de precipitaciones (≥ 1.0 mm)                                                     | 7.1                                                                                    | 5.3                                                                                    | 7.0                                                                                    | 9.3                                                                                    | 11.1                                                                                   | 9.1                                                                                    | 6.3                                                                                    | 7.2                                                                                    | 6.5                                                                                    | 8.3                                                                                    | 7.1                                                                                    | 6.6                                                                                    | 90.9                                                                                   |
| Humedad relativa (%)                                                                   | 75                                                                                     | 75                                                                                     | 68                                                                                     | 71                                                                                     | 69                                                                                     | 67                                                                                     | 67                                                                                     | 68                                                                                     | 71                                                                                     | 75                                                                                     | 78                                                                                     | 79                                                                                     | 72                                                                                     |
| Fuente: Servizio Meteorologico (humedad 1961–1990)                                     |                                                                                        |                                                                                        |                                                                                        |                                                                                        |                                                                                        |                                                                                        |                                                                                        |                                                                                        |                                                                                        |                                                                                        |                                                                                        |                                                                                        |                                                                                        |

## Demografía

### Evolución demográfica histórica
En la actualidad, con alrededor de 121 000 habitantes, Bérgamo es la ciudad más poblada de la provincia de Bérgamo y en la cuarta más poblada de la región de Lombardía (después de Milán, Brescia y Monza)
| Población Histórica de la Comuna de Bérgamo | Población Histórica de la Comuna de Bérgamo | Población Histórica de la Comuna de Bérgamo |
| Año                                         | Habitantes                                  | Fuente                                      |
| ------------------------------------------- | ------------------------------------------- | ------------------------------------------- |
| 1861                                        | 44 765                                      | Censo italiano de 1861                      |
| 1871                                        | 42 662                                      | Censo italiano de 1871                      |
| 1881                                        | 44 291                                      | Censo italiano de 1881                      |
| 1901                                        | 52 482                                      | Censo italiano de 1901                      |
| 1911                                        | 64 422                                      | Censo italiano de 1911                      |
| 1921                                        | 72 260                                      | Censo italiano de 1921                      |
| 1931                                        | 80 050                                      | Censo italiano de 1931                      |
| 1936                                        | 86 788                                      | Censo italiano de 1936                      |
| 1951                                        | 104 166                                     | Censo italiano de 1951                      |
| 1961                                        | 115 887                                     | Censo italiano de 1961                      |
| 1971                                        | 128 096                                     | Censo italiano de 1971                      |
| 1981                                        | 123 504                                     | Censo italiano de 1981                      |
| 1991                                        | 114 936                                     | Censo italiano de 1991                      |
| 2001                                        | 113 143                                     | Censo italiano de 2001                      |
| 2011                                        | 115 349                                     | Censo italiano de 2011                      |
| 2019                                        | 121 639                                     | Estimaciones del ISTAT                      |

Bérgamo se divide en dos sectores muy marcados: la ciudad alta, Città Alta, y la baja, Città Bassa, así se les llama comúnmente en Italia. La ciudad alta es la parte más antigua y conserva mucho de la época medieval, con murallas y calles empedradas. En ella se encuentran, además de los edificios institucionales medievales, la sede de la Universidad de Bérgamo o la Catedral de San Alejandro.
En la parte baja se engloba la mayor parte de la población encuentran edificaciones más modernas y los edificios públicos más importantes como el Ayuntamiento, la sede del gobierno provincial o el conjunto Piacentiniano.

### Inmigración en Bérgamo
| Inmigrantes extranjeros viviendo en Bérgamo en 2018 por nacionalidad (según el Istituto Nazionale di Statistica ISTAT) | Inmigrantes extranjeros viviendo en Bérgamo en 2018 por nacionalidad (según el Istituto Nazionale di Statistica ISTAT) | Inmigrantes extranjeros viviendo en Bérgamo en 2018 por nacionalidad (según el Istituto Nazionale di Statistica ISTAT) | Inmigrantes extranjeros viviendo en Bérgamo en 2018 por nacionalidad (según el Istituto Nazionale di Statistica ISTAT) | Inmigrantes extranjeros viviendo en Bérgamo en 2018 por nacionalidad (según el Istituto Nazionale di Statistica ISTAT) | Inmigrantes extranjeros viviendo en Bérgamo en 2018 por nacionalidad (según el Istituto Nazionale di Statistica ISTAT) |
| Puesto | País | Cantidad | Puesto | País | Cantidad |
| --- | --- | --- | --- | --- | --- |
| 1.º | Bolivia | 3 701 | 51.º | Países Bajos | 40 |
| 2.º | Rumania | 1 836 | 52.º | El Salvador | 37 |
| 3.º | Ucrania | 1 719 | 53.º | Japón | 37 |
| 4.º | China | 1 372 | 54.º | Irak | 32 |
| 5.º | Marruecos | 1 326 | 55.º | Portugal | 32 |
| 6.º | Bangladés | 1 029 | 56.º | Venezuela | 26 |
| 7.º | Albania | 999 | 57.º | Eslovaquia | 26 |
| 8.º | Senegal | 623 | 58.º | Tailandia | 25 |
| 9.º | Filipinas | 513 | 59.º | México | 25 |
| 10.º | Pakistán | 465 | 60.º | Grecia | 24 |
| 11.º | Ecuador | 441 | 61.º | Estados Unidos | 22 |
| 12.º | India | 415 | 62.º | Suecia | 19 |
| 13.º | Perú | 377 | 63.º | Armenia | 19 |
| 14.º | Nigeria | 366 | 64.º | República Checa | 18 |
| 15.º | Túnez | 361 | 65.º | Benín | 18 |
| 16.º | Ghana | 319 | 66.º | Lituania | 18 |
| 17.º | Brasil | 279 | 67.º | Togo | 18 |
| 18.º | Costa de Marfil | 275 | 68.º | Irlanda | 18 |
| 19.º | Egipto | 275 | 69.º | Siria | 17 |
| 20.º | Serbia | 261 | 70.º | Macedonia del Norte | 16 |
| 21.º | Moldavia | 212 | 71.º | Hungría | 16 |
| 22.º | Burkina Faso | 186 | 72.º | Bélgica | 16 |
| 23.º | Sri Lanka | 169 | 73.º | Jordania | 14 |
| 24.º | España | 141 | 74.º | Kenia | 13 |
| 25.º | Rusia | 123 | 75.º | Mauricio | 12 |
| 26.º | Francia | 116 | 76.º | Afganistán | 12 |
| 27.º | Polonia | 112 | 77.º | Birmania | 11 |
| 28.º | Argentina | 107 | 78.º | Finlandia | 11 |
| 29.º | República Dominicana                                                                                                   | 96 | 79.º | Sierra Leona | 10 |
| 30.º | Colombia | 95 | 80.º | Liberia | 10 |
| 31.º | Gambia | 94 | 81.º | República Democrática del Congo                                                                                        | 9 |
| 32.º | Cuba | 94 | 82.º | Guatemala | 9 |
| 33.º | Bielorrusia | 90 | 83.º | Chile | 9 |
| 34.º | Mali | 74 | 84.º | Paraguay | 9 |
| 35.º | Guinea | 72 | 85.º | Corea del Sur | 8 |
| 36.º | Reino Unido | 71 | 86.º | Canadá | 8 |
| 37.º | Etiopía | 71 | 87.º | Letonia | 8 |
| 38.º | Alemania | 66 | 88.º | Austria | 7 |
| 39.º | Turquía | 61 | 89.º | Dinamarca | 7 |
| 40.º | Eritrea | 60 | 90.º | Estonia | 6 |
| 41.º | Bulgaria | 59 | 91.º | Guinea-Bisáu | 6 |
| 42.º | Kosovo | 58 | 92.º | Costa Rica | 6 |
| 43.º | Argelia | 58 | 93.º | Sudán | 6 |
| 44.º | Somalia | 56 | 94.º | Líbano | 6 |
| 45.º | Suiza | 52 | 95.º | Kazajistán | 6 |
| 46.º | Camerún | 50 | 96.º | Malasia | 5 |
| 47.º | Bosnia y Herzegovina                                                                                                   | 48 | 97.º | Angola | 5 |
| 48.º | Georgia | 43 | 98.º | República de China | 4 |
| 49.º | Croacia | 42 | 99.º | Indonesia | 4 |
| 50.º | Irán | 41 | 100.º | Burundi | 4 |

## Infraestructuras y transportes

### Carreteras
La ciudad está situada junto a la Autopista A4, que la une con Milán y Brescia. 
Bérgamo está cercada por tres de sus lados (oeste, sur y este) por un sistema de carreteras de circunvalación, unido a su vez a la autopista A4, del que parten las carreteras provinciales y estatales hacia los valles cercanos y hacia las capitales de las provincias vecinas. La principal vía entre el valle del Brembo (la Val Brembana), la capital oróbica y el oriente de la provincia es la Tangenziale Sud di Bergamo.
La Rotonda de los Valles (Rondò delle Valli), el otro nombre del Largo Decorati al Valor Civile, es una rotonda importante en el sistema viario de la ciudad. Situado en el nordeste, une las carreteras estatales y provinciales de los valles del río Serio y Brembo con la carretera de circunvalación que discurre entre el sur y el centro de la ciudad.

### Ferrocarriles
La estación de ferrocarril de Bérgamo está situada en la plaza Guglielmo Marconi y ha sido recientemente restaurada. Ofrece servicios directos a localidades cercanas como Milán, Lecco, Treviglio o Brescia, además de otros lugares de menor importancia. Los servicios regionales los lleva a cabo Trenord y los de larga distancia, Trenitalia. Más de 10 millones de viajeros utilizan de media la estación al año.

### Tranvía
Cerca de la estación ferroviaria se ha construido una parada de tranvías que sirve como punto de salida y llegada a los vehículos de la línea Bérgamo - Albino, inaugurada en 2009. 

### Funiculares
En Bérgamo hay 2 funiculares. El que conecta la ciudad baja con la ciudad alta y el que conecta con la colina de San Vigilio.

### Aeropuerto
El aeropuerto más cercano es el aeropuerto de Bérgamo-Orio al Serio, ubicado en Orio al Serio, a escasos kilómetros de Bérgamo. Desde 2015 es el tercer aeropuerto de Italia con más viajeros, solo por detrás de Roma-Fiumicino y Milano-Malpensa.

## Educación
En 1968 se fundó la Università degli Studi di Bergamo. Está dividida actualmente en cinco facultades, Derecho, Ingeniería, Ciencias Sociales y Humanidades, Ciencias Económicas y Lenguas y Literaturas Extranjeras y Comunicación, a las que en 2021/2022 acudieron unos 19.000 estudiantes aproximadamente, casi el doble de los que se registraron en el año 2000.
Las sedes universitarias se encuentran repartidas entre la ciudad alta (Filosofía y Letras, Ciencias Sociales y Humanidades y Lenguas y Literaturas Extranjeras y Comunicación), ciudad baja (Derecho y Ciencias Económicas) y la cercana localidad de Dalmine, donde se cursan los estudios de Ingeniería.

## Cultura

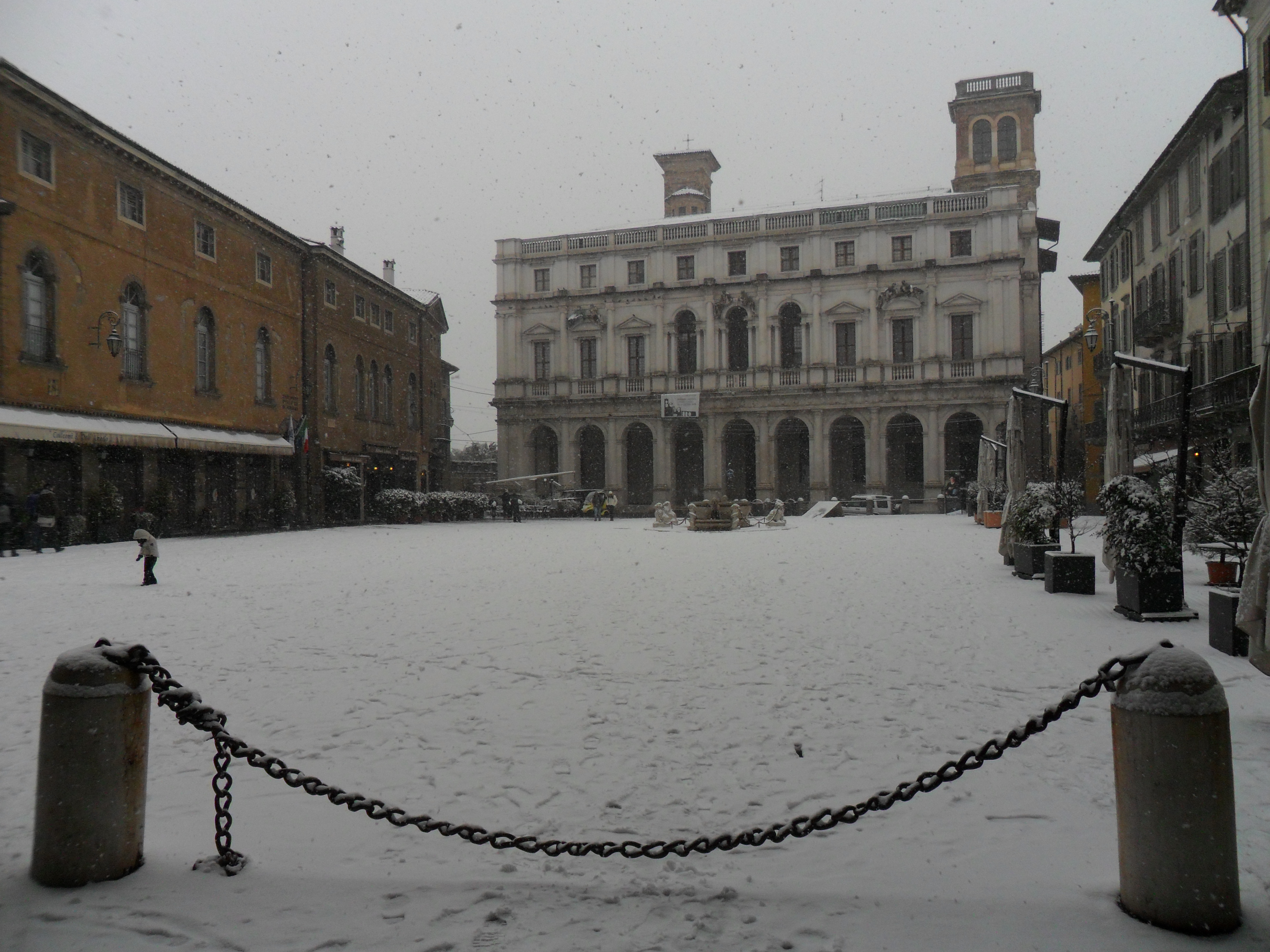
Piazza Vecchia con la biblioteca Angelo Mai al fondo.

### Bibliotecas
La ciudad de Bérgamo mantiene abiertas varias bibliotecas repartidas por todo el municipio. La más importante es la Biblioteca Angelo Mai, situada en el Palazzo Nuovo de la Piazza Vecchia (ciudad alta). Entre sus muros hay más de 700.000 volúmenes, 11 000 publicaciones periódicas, aproximadamente 2150 incunables, 12 000 cinquecentinas, además de estampados, manuscritos y fotografías, entre otras cosas.
La Biblioteca Musical Gaetano Donizetti recopila los fondos musicales de las instituciones musicales bergamascas. Contiene unos 30 000 volúmenes, entre los que hay libros manuscritos. Otras bibliotecas de la localidad son la Antonio Tiraboschi, la Luigi Pelandi, la Ciro Caversazzi o la Betty Ambiveri.

### Museos
Bérgamo tiene una gran oferta de museos, ya sea por número o por el tema de lo que se expone. Entre ellos están los siguientes:
- Accademia Carrara: una pinacoteca con más de 1800 piezas fechadas entre los siglos XV y XIX de artistas como Sandro Boticelli o Rafael Sanzio y una academia de bellas artes.
- Museo Arqueológico de Bérgamo: un espacio que cuenta la historia bergamasca desde los orígenes de la humanidad a la Baja Edad Media. Asimismo, contiene piezas egipcias.
- Museo Diocesano Adriano Bernareggi: lugar de carácter religioso que expone objetos litúrgicos y de culto, así como algunas obras con motivos religiosos.
- Museo Donizettiano: edificio dedicado a la memoria del músico Gaetano Donizetti. También se puede visitar la casa museo natal del autor del aria Una furtiva lágrima
- Galería de Arte Moderno y Contemporáneo de Bérgamo (GAMeC): centro especializado en la actividad artística del último siglo, con esculturas, cuadros y diseños industriales de artistas como Giacomo Manzù, Vasily Kandisky o Umberto Boccioni.
- Museo Matris Domini, situado en el monasterio del que toma el nombre. Está dedicado por completo al arte románico local.
- Jardín Botánico Lorenzo Rota, que contiene unas 900 especies diferentes de vegetales.
- Museo de Ciencias Naturales Enrico Caffi de Bérgamo, que está dedicado, entre otros asuntos, a la zoología, la entomología, la geología y la paleontología. Conserva más de 1.000.000 hallazgos.
- Museo Histórico de Bérgamo, que se divide entre la Rocca di Bergamo, donde se aloja la sección dedicada al Risorgimiento, y el Convento de San Francisco, donde se guardan la biblioteca y los archivos. No obstante, también hay espacio para exposiciones temporales.

### Teatro

Representación de L'ange de Nisida en el teatro Gaetano Donizetti

El teatro Gaetano Donizetti es el más importante de la ciudad. Está situado cerca de la Porta Nuova, en la ciudad baja, junto a la escultura dedicada al músico. Fue inaugurado en 1791 y reinaugurado en 1800 tras sufrir un incendio. Se llamó Teatro Riccardi, pero en 1897 toma el nombre actual. Cuenta hoy en día con 1154 asientos. 
En ciudad alta está ubicado el Teatro Social, un espacio financiado por un grupo de nobles de Bérgamo que se inauguró en 1808 y que llegó a usarse como cine. En 1932 cerró y fue comprado en 1974 por el Ayuntamiento que lo remodeló y lo usó principalmente como sala de exposiciones hasta 2006, fecha en la que comenzaron las obras para dejarlo como teatro. En 2009 volvió a abrir.
Otros edificios dedicados al mundo del teatro son el auditorio de la plaza de la Libertad, antiguo local de la federación fascista y el Creberg Teatro Bergamo, un lugar con 1536 butacas, uno de los teatros más grandes de la provincia.

## Deportes

### Fútbol

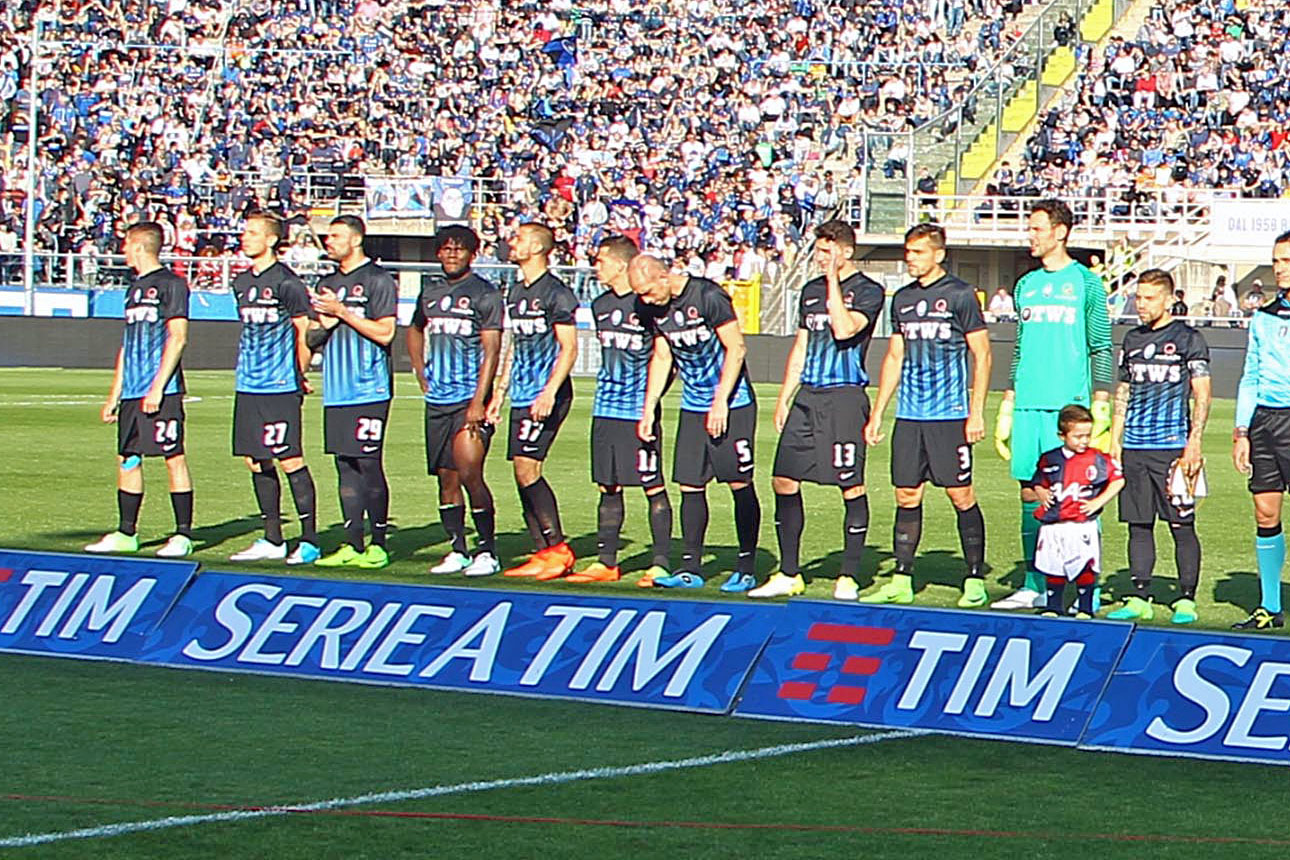
Jugadores del Atalanta Bergamasca Calcio

El club con más seguidores de Bérgamo es el principal equipo de fútbol de la ciudad, el Atalanta Bergamasca Calcio, que disputa la Serie A italiana y juega sus partidos como local en el estadio municipal Atleti Azzurri d' Italia, una cancha inaugurada en 1928 con capacidad para 26 562 personas.
La Unione Calcio AlbinoLeffe es un equipo de dos localidades cercanas a Bérgamo, Albino y Leffe. Actualmente juega en la Serie C (tercer nivel futbolístico en Italia) y disputa sus partidos como local en el Estadio Città di Gorgonzola, en la ciudad vecina de Gorgonzola, con capacidad de 3766 espectadores.
Otros equipos bergamascos que participan en los campeonatos de la FIGC son: Excelsior (barrio de Borgo Santa Caterina) y Bergamo Longuelo (barrio de Longuelo) en Primera Categoría; Bergamo San Francesco (barrio de Viale Venezia), Fiorente Colognola (barrio de Colognola), US Loreto (barrio de Loreto), Ares Redona (barrio de Redona) y Polisportiva Bergamo Alta (barrio de la ciudad alta) en Segunda Categoría; Antoniana (barrio de Sant' Antonio), Ordival (barrio de Valtesse), Celadina (barrio de Celadina), Oratorio Villaggio degli Sposi (barrio de Villaggio degli Sposi), Campagnola (barrio de Campagnola) y Oratorio Boccaleone (barrio de Boccaleone) en Tercera Categoría.

### Voleibol
El principal equipo en esta especialidad deportiva es el Foppapedretti Bergamo, un club de voleibol femenino fundado en 1991 y que ha ganado 8 ligas, 6 copas de Italia (último trofeo que ha ganado, en marzo de 2016), 6 supercopas, 7 Champions League y 1 Copa CEV. Juega sus partidos como local en el PalaNorda de Bérgamo, un polideportivo con capacidad para 2250 personas.
En categoría masculina destaca el Olimpia Pallavolo Bergamo, una sociedad profesional fundada en 1945 encuadrada actualmente en la Serie B1 (tercer nivel)

### Baloncesto
El mejor equipo de la ciudad es el Bergamo Basket 2014 (Serie A2). En baloncesto en silla de ruedas el principal equipo es el Special Bergamo Sport, ascendido en 2014 a Serie A1.

### Fútbol americano
El club de fútbol americano Bergamo Lions juega en la Prima Divisione IFL, la categoría más alta de este deporte en Italia. Se fundó en 1983 y ha ganado 12 veces el campeonato de Italia y 1 vez la Champions League, en el año 2000.

### Atletismo
El Atlética Bergamo 1959 Creberg tiene su sede en Bérgamo. Sus colores identificativos son amarillo y rojo, como los de la ciudad.

### Ciclismo
Varios finales de etapa del Giro de Italia han tenido lugar en Bérgamo. La primera vez fue en 1912; la última, en 2009.
| Edición | Etapa  | Salida          | Ganador             |
| ------- | ------ | --------------- | ------------------- |
| 1912    | 9.ª    | Milán           | Vincenzo Borgarello |
| 1938    | 16.ª   | Recoaro Terme   | Diego Marabelli     |
| 1952    | 12.ª   | Bolzano         | Oreste Conte        |
| 1976    | 21.ª   | Terme di Comano | Felice Gimondi      |
| 1983    | 16.ª-B | Milán           | Giuseppe Saronni    |
| 2007    | 14.ª   | Cantù           | Stefano Garzelli    |
| 2009    | 8.ª    | Morbegno        | Kanstantsín Siutsou |

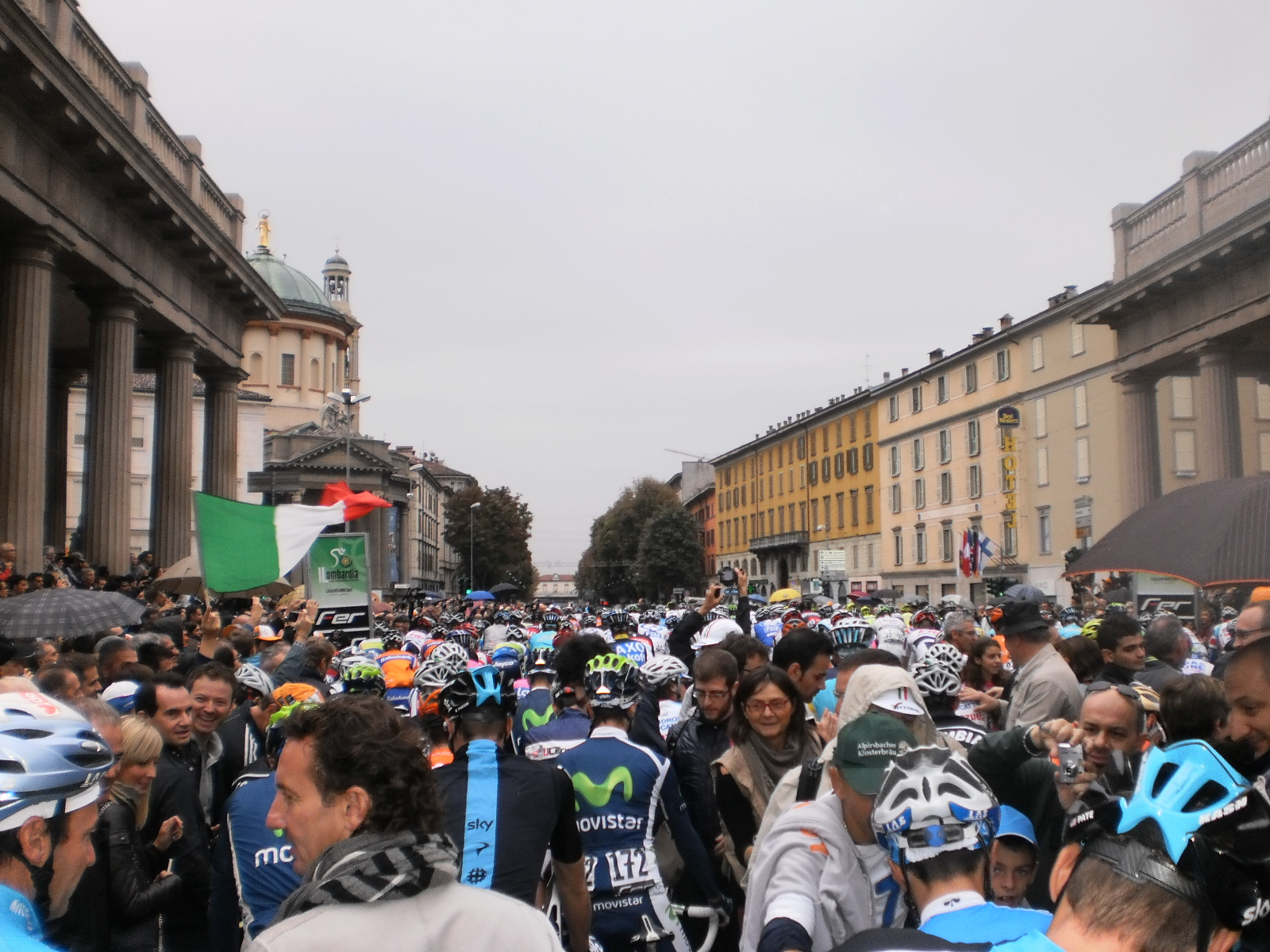
Salida del Giro de Lombardia de 2012

Además, en Bérgamo se disputó la prueba en línea para profesionales del Campeonato italiano de ciclismo en carretera de 2008, que ganó Filippo Simeoni ; y ha sido el punto de salida y llegada de varias ediciones del Giro de Lombardía, una carretera señalada como monumento del ciclismo. 

## Galería

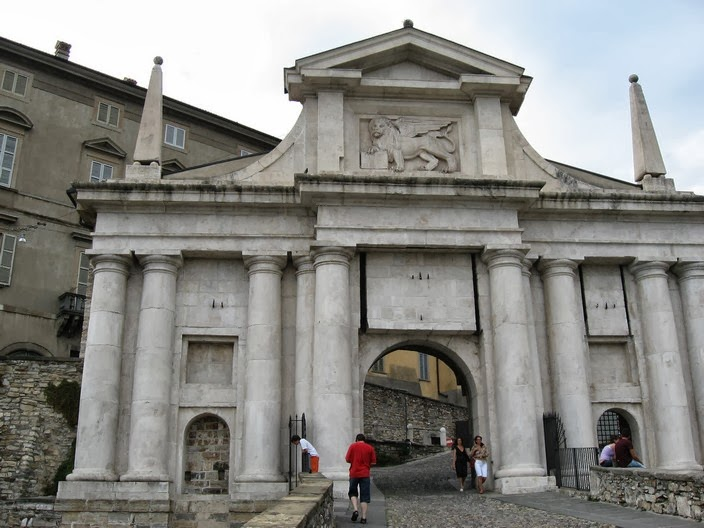
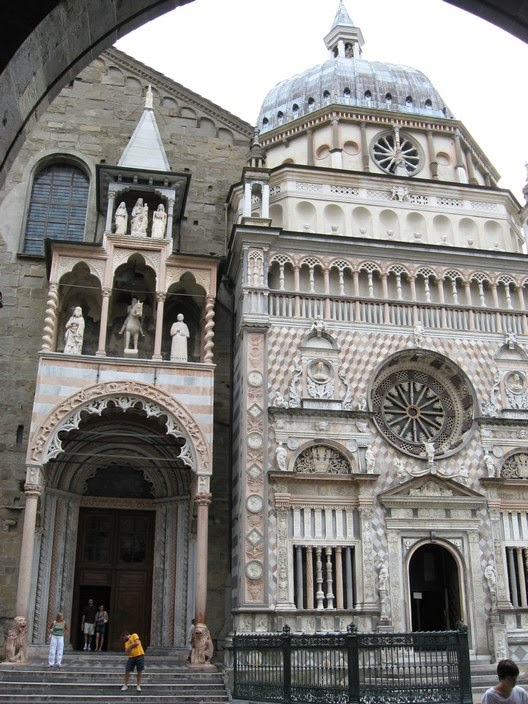
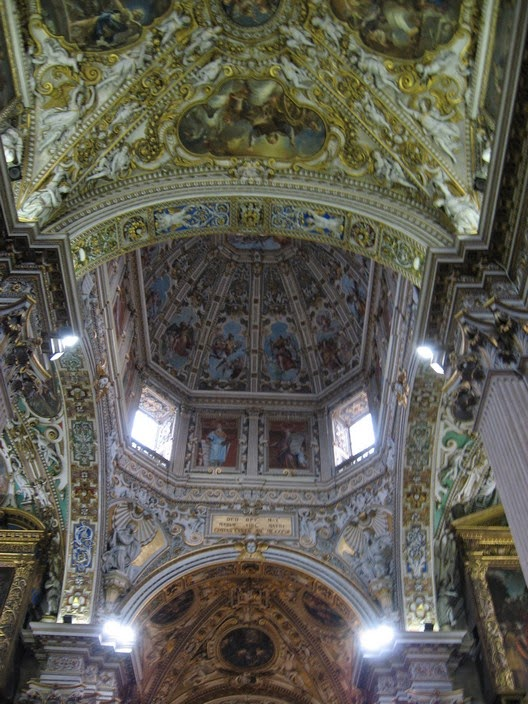
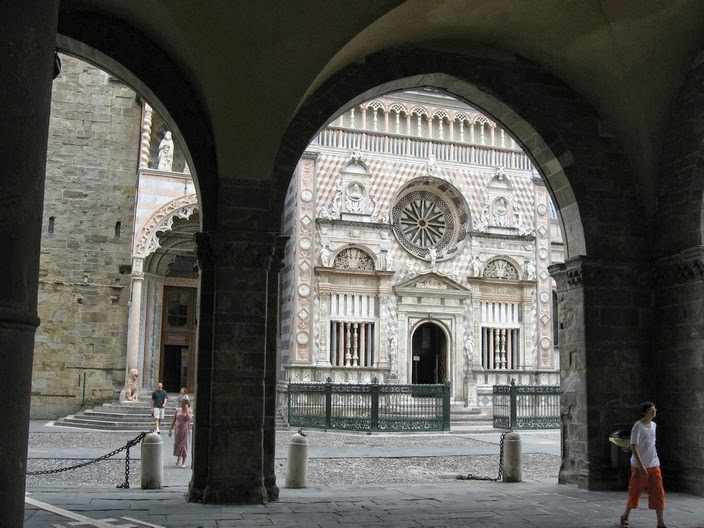
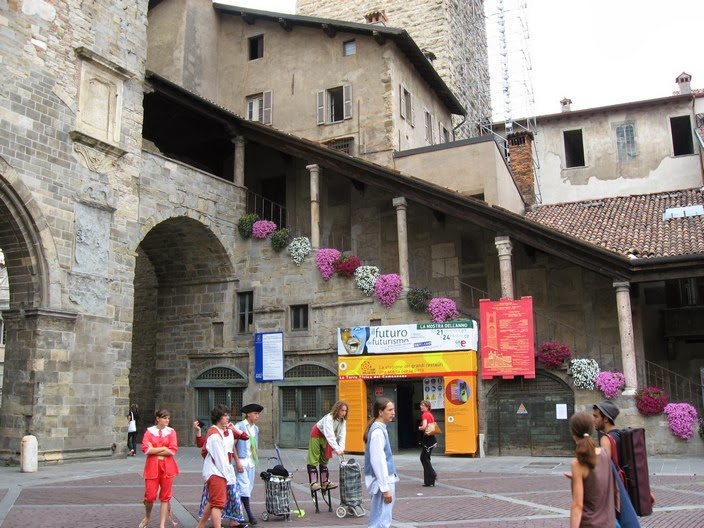
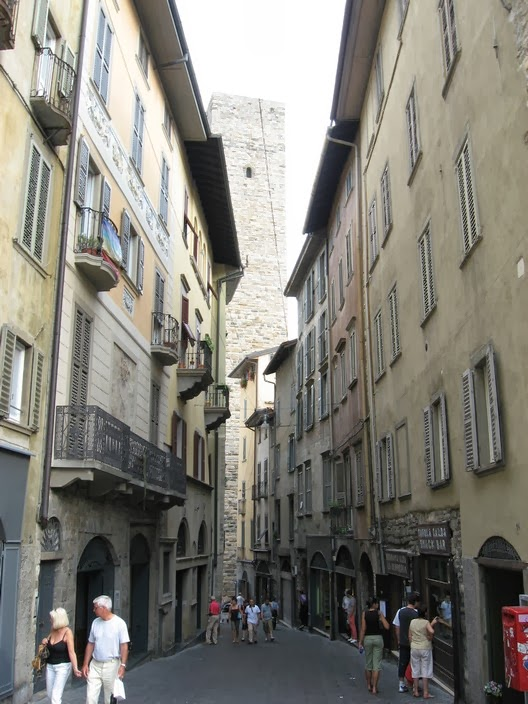
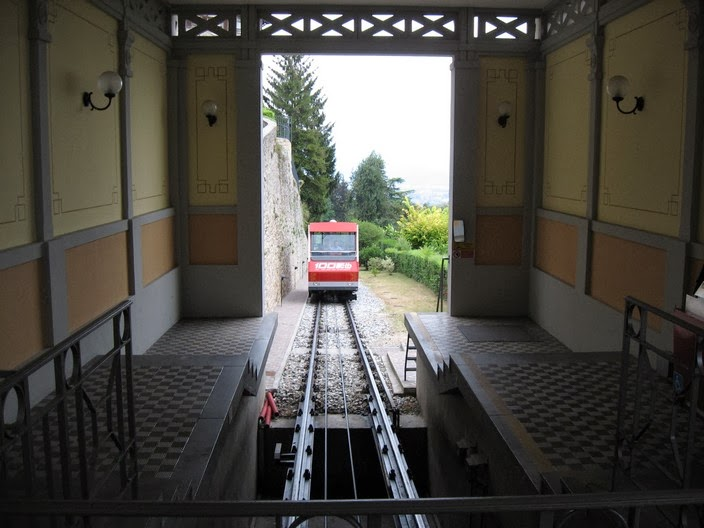

### Ciudad alta

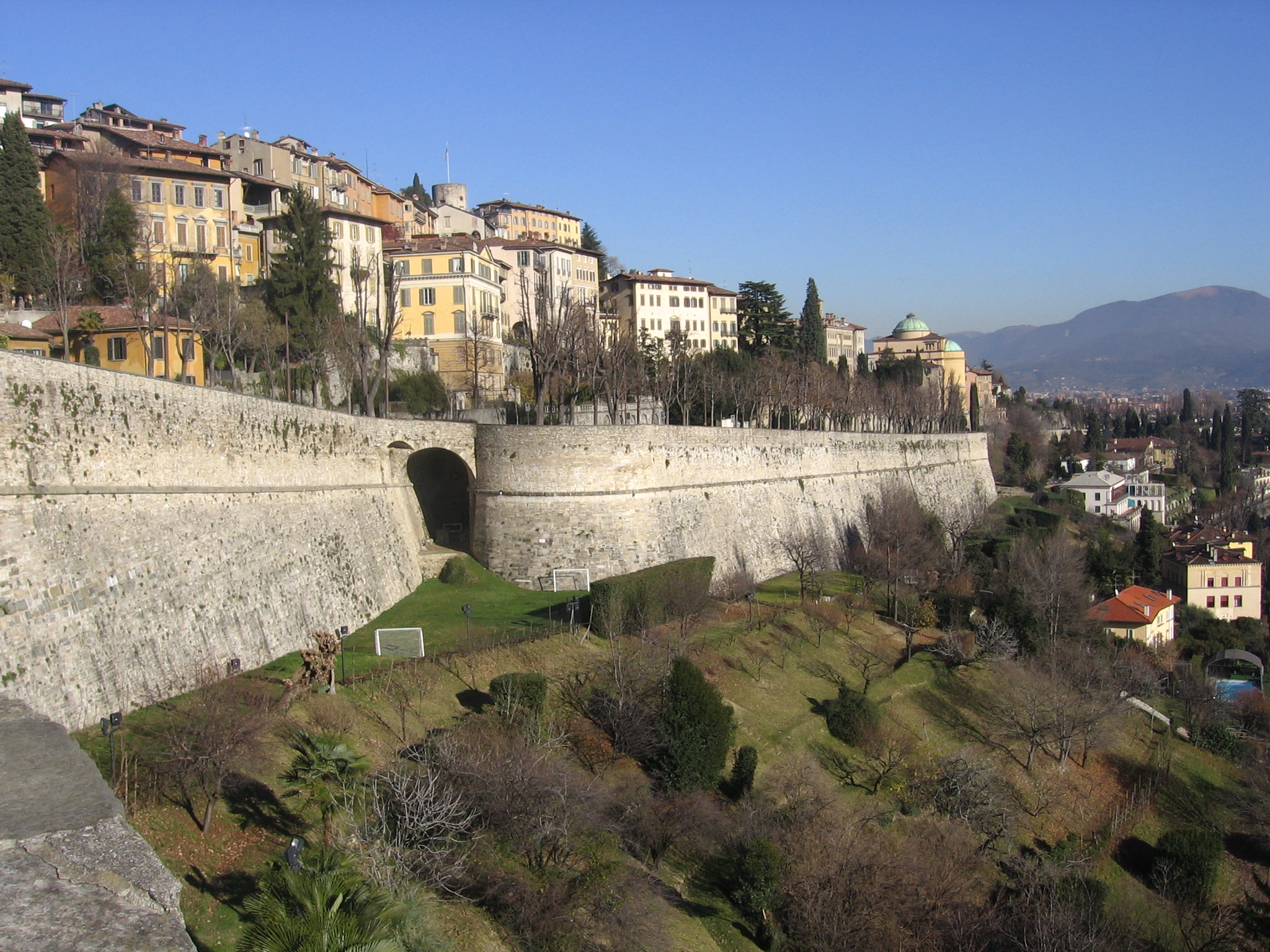
Murallas de Bérgamo

Bérgamo Alta (también ciudad alta o en el pasado, la ciudad, en contraposición a los barrios) es una ciudad medieval rodeada por unas murallas construidas en el siglo XVI durante la dominación veneciana que se añadieron a las preexistentes fortificaciones para hacer a la ciudad inexpugnable.

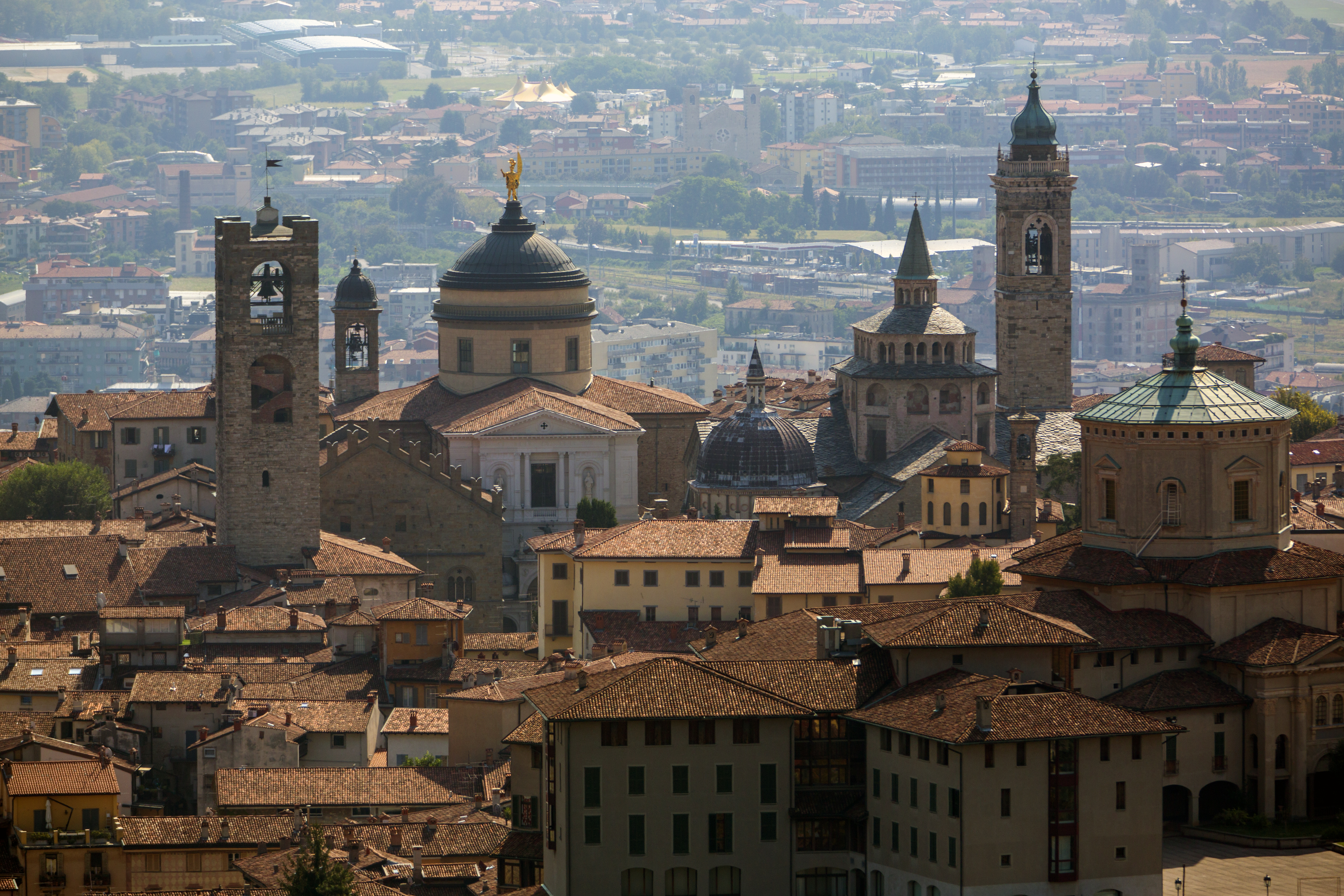
Ciudad alta

La ciudad alta forma parte de la tercera circunscripción del Ayuntamiento de Bérgamo. Esta comprende también los barrios de Conca Fiorita, Monterosso, San Colombano, Valverde, Santa Caterina, Redona y Colli. El Consejo de la Tercera circunscripción está compuesto por 15 miembros electos en las elecciones municipales.
Bérgamo es una de las pocas ciudades italianas, junto a Ferrara, Lucca, Verona, Padua, Treviso y Grosseto con el centro histórico completamente rodeado por murallas, manteniendo, además, intacto su aspecto original durante siglos.
La parte más conocida y frecuentada de la ciudad alta es la Piazza Vecchia, donde se puede ver la fuente Contarini, el palacio della Ragione, la Torre Civica (conocida también como el Campanone), cuyas campanas aún son tañidas 100 veces a las diez de la noche como recuerdo cuando en el pasado anunciaban la hora en la que se cerraban las puertas de las murallas vénetas, y otros palacios que la rodean por todos los lados. Frente al palacio della Ragione se sitúa el Palazzo Nuovo, un gran edificio blanco que alberga actualmente la Biblioteca Angelo Maj.

Detrás del palacio de la Raggione se encuentra la catedral, la capilla Colleoni, obra del arquitecto Giovanni Antonio Amadeo con los monumentos fúnebres en honor del condottiero Bartolomé Colleoni y su hija Medea, el baptisterio levantado por Giovanni da Campione y la Basilica de Santa Maria Maggiore con sus bellos porches laterales norte y sur, también de Giovanni da Campione.

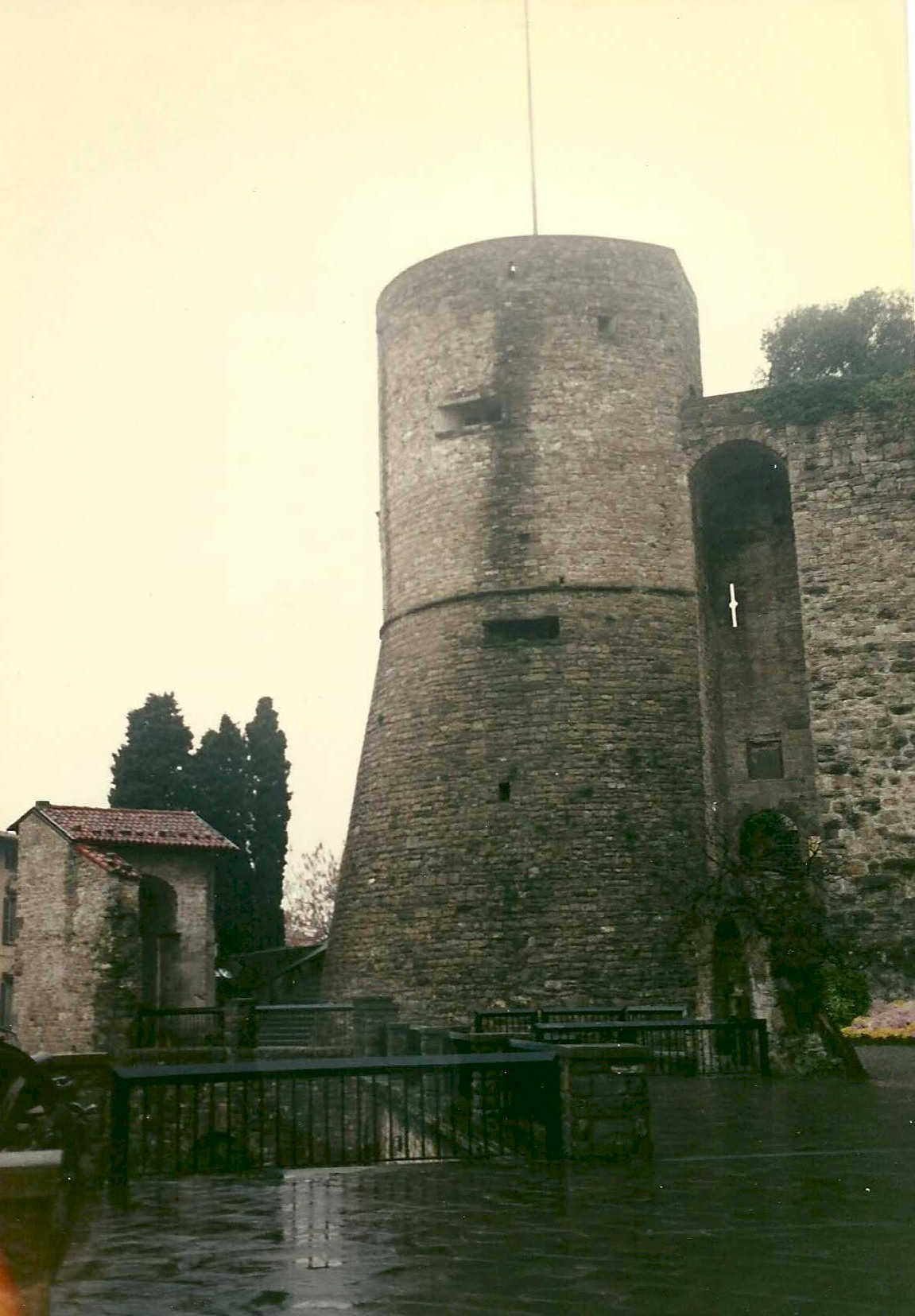
El castillo medieval que custodiaba la Bérgamo alta.

La calle Colleoni, también conocida como Corsaröla, es el corazón de ciudad alta y une la Piazza Vecchia con la Piazza della Cittadella.

## Ciudades hermanadas
Bergamo está hermanada con:
- Greenville (Estados Unidos)
- Pueblo (Estados Unidos)
- Mulhouse (Francia)
- Tver (Rusia)
- Bengbu (China)
- Buenos Aires (Argentina)
- Cochabamba (Bolivia, desde 2008)

Bérgamo sostiene una relación de cooperación descentralizada con el municipio de Kakanj, Bosnia-Herzegovina, desde finales de la década de 1990. El procedimiento para hermanamiento de ciudades fue iniciado en 1997 pero nunca llegó a completarse.